# Damien Hobgood
Damien Hobgood es un surfista profesional nacido el 6 de julio de 1979 en Melbourne, Florida, Estados Unidos. Su apodo en el mundo del surf es Damo y es hermano de CJ Hobgood, también surfista profesional y campeón del mundo del ASP World Tour en 2001.

## Carrera profesional
Damien participó en diversos campeonatos juveniles, como los campeonatos de la NSSA (National Scholastic Surfing Association) o los Mundiales Junior, donde terminó tercero y ganó el campeonato de la costa este. Debutó en el ASP World Tour en 2000, donde fue nombrado "Novato del Año" (Rookie of the Year). Tanto él, como su hermano, fueron los primeros hermanos en terminar el año en el top 10.
En 2004 ganó el campeonato de Fiyi, pero en el siguiente evento, en Tahití, se dislocó su hombro en la final frente a Kelly Slater. En 2006 volvió a ganar en Fiji. Damien Hobgood ha pasado a la historia por ser el surfista que mayor puntuación ha logrado nunca en una final (19.90 de 20) en el Quiksilver Pro Fiji de 2004.
Actualmente lleva acumulados 614.450 dólares en premios del ASP World Tour.

## Victorias
A continuación, el desglose, de sus victorias en los eventos de cada año:
- 2007

-Billabong Pro Teahupoo, Teahupoo - Tahití
- 2006

- Globe WCT Fiji, Tavarua - Fiyi
- 2005

- Nova Schin Festival, Florianópolis - Brasil
- 2004

- Quiksilver Pro Fiji, Tavarua - Fiyi